# Crippled Inside
"Crippled Inside" es una canción escrita e interpretada por John Lennon en 1971 y lanzada en su álbum Imagine.
La canción combina el contenido lírico y sombrío de grabación en solitario a comparación del anterior álbum en solitario de Lennon, John Lennon/Plastic Ono Band, con los arreglos musicales más optimistas típicos para el resto de Imagine. Lennon después expresaría su descontento con el sonido más comercial del su álbum, incluso yendo tan lejos como para decir que el tema que da título de la canción era "antirreligioso", "antinacionalista", "anticonvencional", "anticapitalista", y también se decía que la canción es el azúcar "revestido que se puede aceptar". La canción es notablemente influenciada por la música country, dando un toque personal de Lennon en el country rock, que incursionó en tanto como un Beatle y más tarde en su carrera en solitario.